# Nova vas, Sežana
Nova vas este o localitate din comuna Sežana, Slovenia, cu o populație de 6 locuitori.